# Килимова акула витончена
Килимова акула витончена (Orectolobus ornatus) — акула з роду Килимова акула родини Килимові акули.

## Опис
Загальна довжина досягає 1,17 м. Голова широка, округла. Очі маленькі, розташовані на верхній частині голови. За ними присутні бризкальця. Ніздрі з'єднані з кутами рота глибокою канавкою. Ніздрьові вусики розгалужені. Бородавки-горбики на тілі та голові відсутні. 3-4 шкіряні вирости з кожного боку голови утворюють своєрідну «бороду». Рот широкий. Зуби дрібні, з багатьма верхівками. У неї 5 пар зябрових щілин. Тулуб масивний, сплощено зверху. Грудні плавці великі, широкі. Має 2 спинних плавця, що зміщені до хвостового плавця. Анальний плавець розташовано поруч із хвостовим плавцем, що здається частиною нижньої лопаті. Хвостовий плавець гетероцеркальний.
Забарвлення являє собою своєрідний візерунок, що складається з 8 темних сідлоподібних плям, облямованих нерівномірними чорними або сіро-блакитними лініями та блакитно-сірими плямами на спині. Загальний фон світло-коричневий або сірий. По всьому тілу та грудних плавцях присутні світло-коричневі або сірі цяточки.

## Спосіб життя
Воліє до піщаних та піщано-мулистих ґрунтів, скелястих, кам'янистих, рифових ділянок дна з численною водною рослинністю. Зустрічається біля прибережних островів, рифів на материковому схилі, іноді в гирлах річок з прозорою водою. Вдень ховається у природних укриттях. Активна у присмерку або вночі. Полює біля дна, є бентофагом. Живиться костистою рибою, ракоподібними, головоногими молюсками, морськими червами. Полює на здобич із засідки.
Статева зрілість у самців настає при розмірах 79-83 см, самиць — 79-86 см. Це яйцеживородна акула.
Є потенційно безпечною для людини.

## Розповсюдження
Мешкає біля південно-східного та східного узбережжя Австралії (до акваторії м. Сідней), берегів о. Нова Гвінея.